# آن دورفال
آن دورفال هي ممثلة كندية، ولدت في 8 نوفمبر 1960 في كندا.

## وصلات خارجية
- آن دورفال على موقع IMDb (الإنجليزية)
- آن دورفال على موقع قاعدة بيانات الأفلام العربية
- آن دورفال على موقع ألو سيني (الفرنسية)
- آن دورفال على موقع ميوزك برينز (الإنجليزية)
- آن دورفال على موقع أول موفي (الإنجليزية)
- آن دورفال على موقع قاعدة بيانات الأفلام السويدية (السويدية)
- آن دورفال على موقع قاعدة بيانات الفيلم (الإنجليزية)
- آن دورفال على موقع كينوبويسك (الروسية)